# John Joseph Cantwell
John Joseph Cantwell (Limerick, 1º dicembre 1874 – Los Angeles, 30 ottobre 1947) è stato un arcivescovo cattolico irlandese naturalizzato statunitense.

## Biografia
Monsignor John Joseph Cantwell nacque a Limerick il 1º dicembre 1874.

### Formazione e ministero sacerdotale
Venne educato presso il Jesuit Crescent College di Limerick e al St. Patrick's College di Thurles.
Il 18 giugno 1899 fu ordinato presbitero per l'arcidiocesi di San Francisco. Il suo primo incarico fu di curato della parrocchia di San Giuseppe Lavoratore a Berkeley. Istituì il Newman Club presso l'Università della California - Berkeley e ne fu il primo cappellano. Nel 1906, l'arcivescovo di San Francisco Patrick William Riordan lo nominò suo segretario e si trasferì al numero 1000 di Fulton Street. Nell'agosto del 1908 monsignor Riordan lo inviò a Roma per chiedere a papa Pio X la nomina di un successore. Nel 1912 padre Cantwell e padre Michael D. Connolly accompagnarono monsignor Edward Joseph Hanna a Rochester, New York e San Francisco dove avrebbe assunto l'incarico di vescovo ausiliare. Il 1º giugno 1915, qualche mese dopo la morte di monsignor Riordan fu chiamato a succedergli. Padre Cantwell fu suo vicario generale dal 1915 al 1917.

### Ministero episcopale

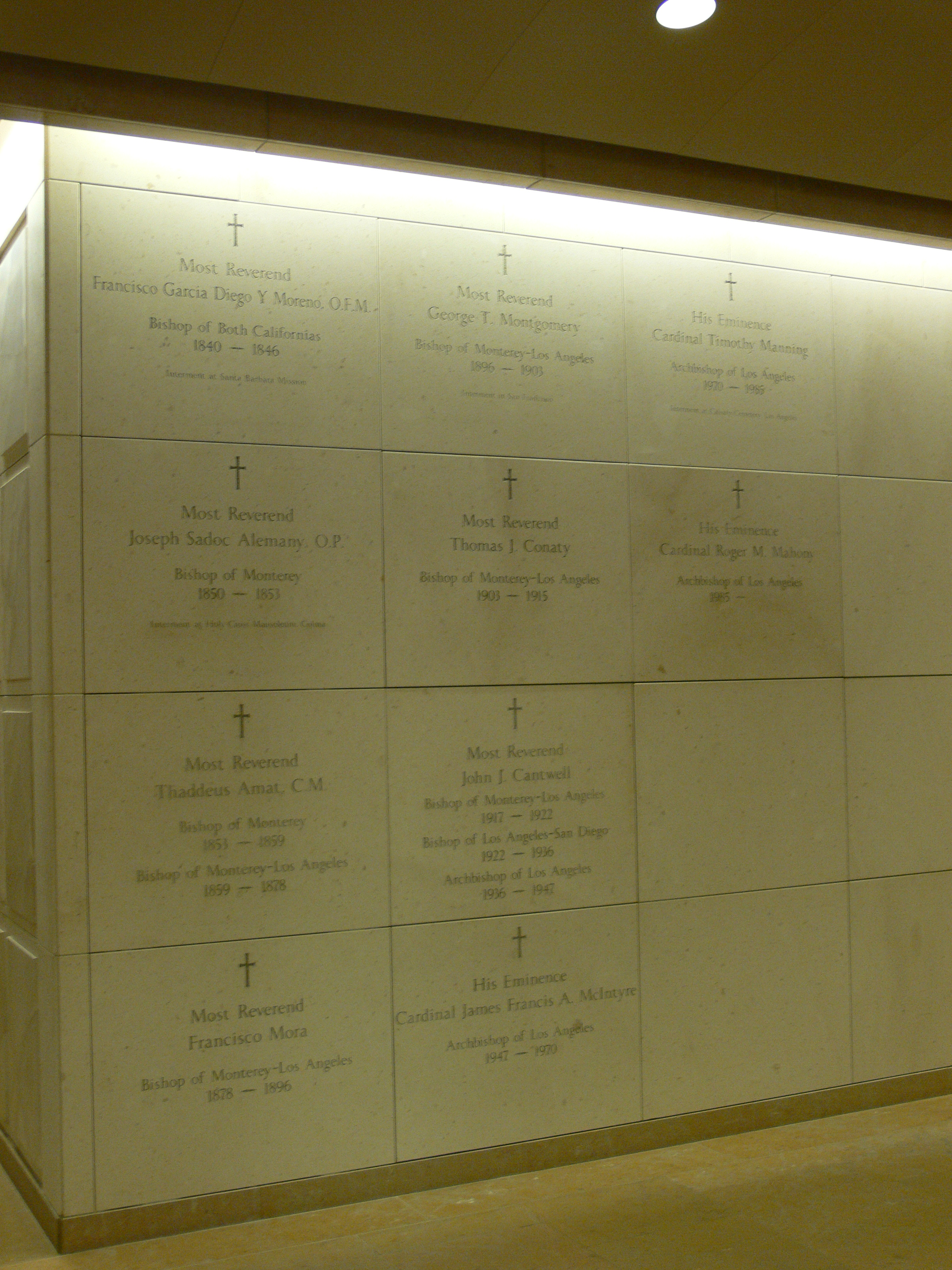
Tomba di monsignor Cantwell nella cripta-mausoleo della cattedrale di Nostra Signora degli Angeli a Los Angeles.

Il 21 settembre 1917 papa Benedetto XV lo nominò vescovo di Monterey-Los Angeles. Ricevette l'ordinazione episcopale il 5 dicembre successivo dall'arcivescovo metropolita di San Francisco Edward Joseph Hanna, coconsacranti il vescovo di Sacramento Thomas Grace e quello di Salt Lake City Joseph Sarsfield Glass.
Durante i suoi trent'anni di episcopato la diocesi fu divisa due volte. Il 1º giugno 1922 papa Pio XI dispose la creazione della Monterey-Fresno e della diocesi di Los Angeles-San Diego. Quest'ultima l'11 luglio 1936 venne divisa per creare la diocesi di San Diego e l'attuale arcidiocesi di Los Angeles. Lo stesso giorno papa Pio XI nominò monsignor Cantwel arcivescovo metropolita di Los Angeles.
Monsignor Cantwell fondò il seminario minore e quello maggiore, 16 ospedali e cliniche, 205 parrocchie, 34 scuole superiori e 43 scuole parrocchiali. Durante il suo episcopato il numero dei cattolici nella zona crebbe da 178 000 a 601 000 persone. Nel 1933 fondò la Catholic Motion Picture Actor's Guild of America che poi si evolse nell'attuale National Legion of Decency.
Spencer Tracy, Bing Crosby, Irene Dunne, Pat O'Brien, June Marlowe, James Cagney, Loretta Young, Frank McHugh, J. Carrol Naish, Barry Fitzgerald e molti cattolici romani nel settore cinematografico erano amici di monsignor Cantwell.
Monsignor Cantwell era noto per l'essere particolarmente sensibile alle esigenze dei cattolici non anglofoni e creò quindi cinquanta parrocchie e missioni ispaniche. Fu un sostenitore del movimento dei Cristeros, specialmente nei primi anni '30 e dopo la loro sconfitta nei conflitti armati con il governo messicano laicista. Molti ecclesiastici messicani esiliati trovarono rifugio a Los Angeles in quell'epoca.
Morì a Los Angeles il 30 ottobre 1947 all'età di 72 anni. Le esequie si tennero nella cattedrale di Santa Bibiana a Los Angeles e videro la partecipazione di numerosi prelati cattolici provenienti da tutto il paese, tra cui il cardinale Francis Joseph Spellman, e addetti del settore cinematografico e di quello aeronautico. È sepolto nella cripta-mausoleo della cattedrale di Nostra Signora degli Angeli a Los Angeles.

## Genealogia episcopale e successione apostolica
La genealogia episcopale è:
- Cardinale Scipione Rebiba
- Cardinale Giulio Antonio Santori
- Cardinale Girolamo Bernerio, O.P.
- Arcivescovo Galeazzo Sanvitale
- Cardinale Ludovico Ludovisi
- Cardinale Luigi Caetani
- Cardinale Ulderico Carpegna
- Cardinale Paluzzo Paluzzi Altieri degli Albertoni
- Papa Benedetto XIII
- Papa Benedetto XIV
- Papa Clemente XIII
- Cardinale Bernardino Giraud
- Cardinale Alessandro Mattei
- Cardinale Pietro Francesco Galleffi
- Cardinale Giacomo Filippo Fransoni
- Cardinale Carlo Sacconi
- Cardinale Edward Henry Howard
- Cardinale Mariano Rampolla del Tindaro
- Cardinale Rafael Merry del Val
- Cardinale Giovanni Vincenzo Bonzano
- Arcivescovo Edward Joseph Hanna
- Arcivescovo John Joseph Cantwell

La successione apostolica è:
- Vescovo Stephen Peter Alencastre, SS.CC. (1924)
- Arcivescovo Juan José Maíztegui y Besoitaiturria, C.M.F. (1926)
- Vescovo Thomas Kiely Gorman (1931)
- Arcivescovo Joseph Thomas McGucken (1941)